# Елевтерия Хадзигеоргиу
Елевтерия Хадзигеоргиу (на гръцки: Ελευθερία Χατζηγεωργίου) е гръцки политик от партията СИРИЗА.

## Биография
Елевтерия Хадзигеоргиу е родена в 1979 година в солунския квартал Неаполи. Завършва единната полидисциплинарна гимназия в Неаполи, а след това френска филология в Солунския университет. Работи като учителка по френски.
Секретарка е на младежката организация на Коалицията на левицата, движенията и екологията в Солун и членка на Централния съвет на организацията. На 5-и и 6-и конгрес на СИРИЗА е избрана за членка на Централния политически комитет на партията и през 2013 година е избрана за членка на Централния комитет на СИРИЗА. Общински съветник е в дем Неаполи-Сикиес. Многократно е кандидатка на СИРИЗА в избирателен района Солун I.
До февруари 2019 година е директор на политическия кабинет на министъра на държавата Димитрис Дзанакопулос. Хадзигеоргиу подкрепя ангиглобалисткото движение.
От 15 февруари 2019 година Елевтерия Хадзигеоргиу е заместник-министър, отговарящ за Македония и Тракия в правителствата на Алексис Ципрас, тъй като предшественичката ѝ Катерина Нотопулу е номинирана за кметица на Солун.